# Lythria abstinentaria
Lythria abstinentaria là một loài bướm đêm trong họ Geometridae.